# Brucknerallee 171 (Mönchengladbach)

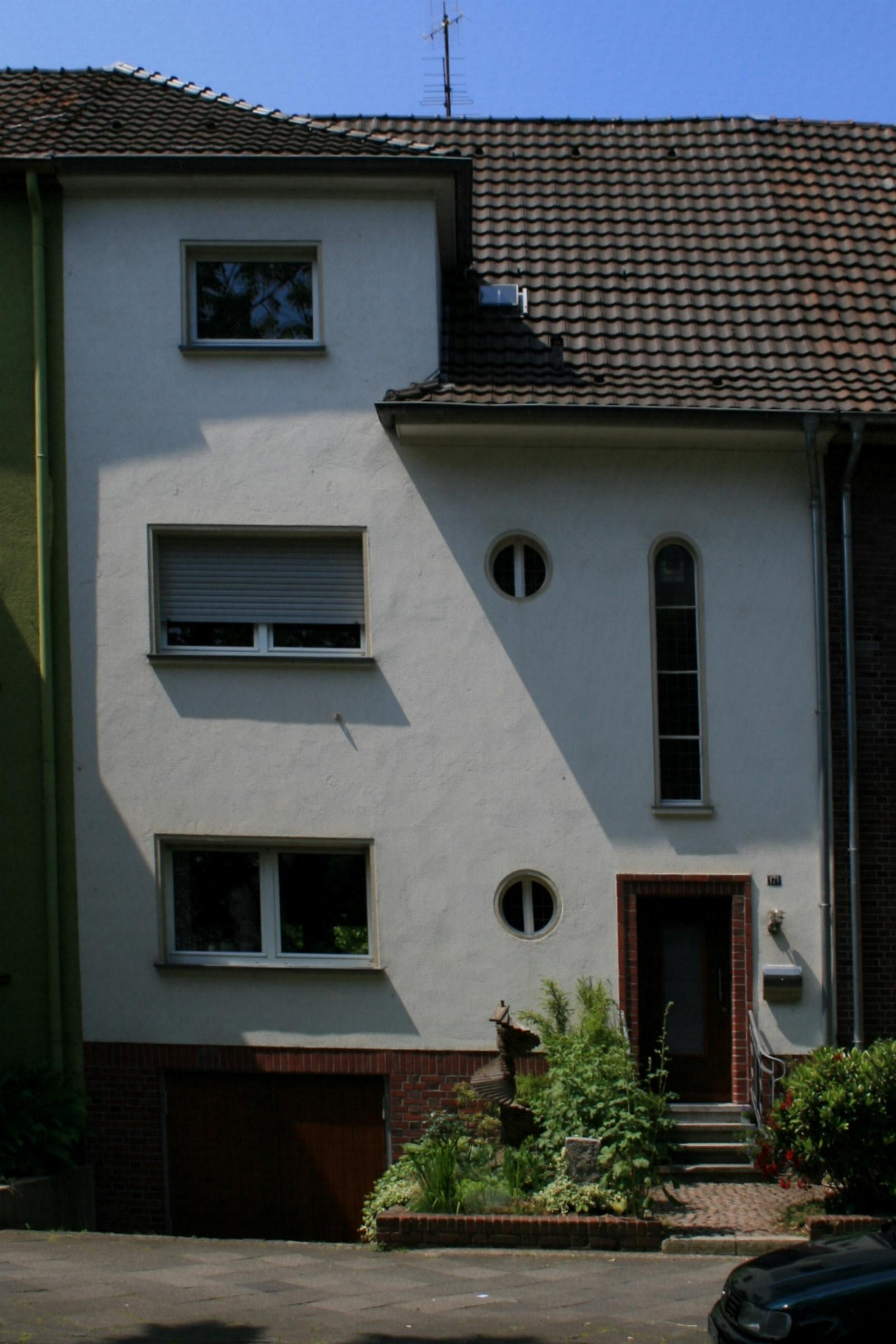
Wohnhaus (2010)

Das Wohnhaus Brucknerallee 171 steht im Stadtteil Grenzlandstadion in Mönchengladbach (Nordrhein-Westfalen).
Das Gebäude wurde 1937 erbaut. Es ist unter Nr. B 113 am 2. März 1989 in die Denkmalliste der Stadt Mönchengladbach eingetragen worden.

## Architektur
Im nördlichen Teilstück der Brucknerallee bilden die Häuser Nr. 171–179, die zwischen den Jahren 1934 und 1937 errichtet worden sind, eine geschlossene Reihe von traufständig angeordneten, gleichartigen Einfamilienhäusern.
Das Haus Nr. 171 wurde 1937 als zweieinhalbgeschossiges und zweiachsiges Reihenhaus mit Garage errichtet. Das traufenständige Objekt ist mit einem Satteldach gedeckt. Dachflächen und Gesimse werden von den Nachbarhäusern übernommen. Die Kellerwände wurden 40 Zentimeter stark ausgelegt, um zusammen mit einem Schleusenraum und gasdichten Fenstern und Türen einen Luftschutzraum zu bilden. Zusammen mit einem Kriechtunnel zum Nachbarhaus ist diese Einrichtung erhalten. Die Garage war mit einem Benzolabscheider ausgerüstet.
Wegen der Grundrisssituation und der Ausstattung, aber auch der Einbindung in die Baugruppe 169–179 ist das Haus unbedingt erhaltenswert.